# هیلاس و نیمف‌ها

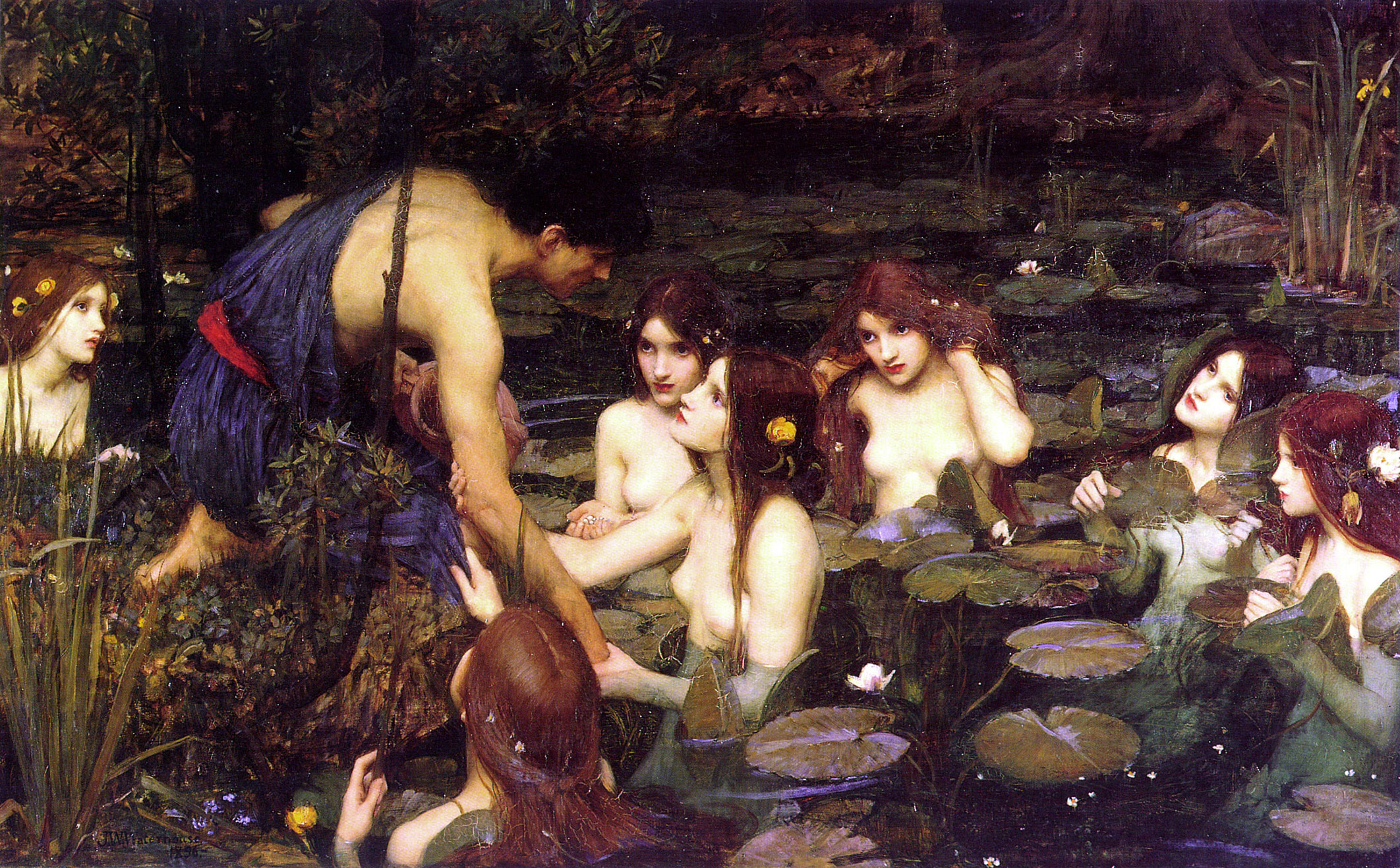

هیلاس و نیمف‌ها یک نقاشی رنگ روغن است که در سال ۱۸۹۶ توسط جان ویلیام واترهاوس خلق شده‌است. این نقاشی لحظه‌ای افسانه روم از جوانان غم‌انگیز هیلاس را به تصویر می‌کشد که بر اساس نوشته‌های اوید شاعر رومی و دیگر نویسندگان باستان، که در آن هیلاس در حال آشامیدن آب می‌رود توسط نیاد (زن آبی نیمف) ربوده می‌شود.
هیلاس و نیمف‌ها در گالری هنر منچستر به نمایش گذاشته شده‌است.

## زمینه
هیلاس پسر پادشاه تئوداماس از دریپیان بود. بعد از اینکه هرکول پدر هیلاس را به قتل رساند، هیلاس همراه هرکول شد که سپس عاشق او شد. هردو به آرگونوت‌ها تبدیل شدند و یاسون را در جستجوی کشتی خود آرگو برای یافتن پشم زرین همراهی کردند. در طول سفر، هیلاس برای یافتن آب شیرین فرستاده شد. وی حوضچه ای را یافت که توسط نیاد محافظت می‌شد و آنها هیلاس را فریب دادند و او ناپدید شد.

## اهمیت
هیلاس یک موضوع مکرر برای هنرمندان انگلیس در قرن ۱۹ و اوایل قرن ۲۰ بود، با نمونه‌هایی از ویلیام اتی (۱۸۳۳) و هنریتا رای (۱۹۱۰)، و نمونه ای از آن توسط خود واترهاوس (۱۸۹۳). واترهاوس همچنین جوانان غم‌انگیز دیگری از افسانه یونان را نقاشی کرد، مانند نارکیسوس در اخو و نارکیسوس (۱۹۰۳) (در گالری هنر واکر در لیورپول). شعر او «هرکول و هیلاس» توسط فرانسیس بوردت توماس کوتس-نویل در سال ۱۸۹۶ منتشر شد.

## نمایش دادن
این اثر در نمایشگاه تابستانی آکادمی رویال در سال ۱۸۹۷ به نمایش گذاشته شد.

## یادداشت
1. ↑  Hylas and the Nymphs بایگانی‌شده  در ۲۴ ژوئیه ۲۰۱۹ توسط Wayback Machine, Manchester Art Gallery